# Erythranthe lagunensis
Erythranthe lagunensis är en gyckelblomsväxtart som beskrevs av Guy L. Nesom. Erythranthe lagunensis ingår i släktet Erythranthe och familjen gyckelblomsväxter. Inga underarter finns listade i Catalogue of Life.